# Ithaca (Nueva York)
Ithaca (nombrada por la isla griega de Ítaca) es una ciudad situada a orillas del lago Cayuga, en la parte central de Nueva York (Estados Unidos). Es muy conocida por albergar la sede de la Universidad Cornell, institución académica de la Ivy League que cuenta con unos 20.000 estudiantes. Mientras que el Ithaca College se halla justo al sur de la ciudad de Ithaca, esta institución se encuentra fuertemente enraizada en el espíritu y el ambiente que otorga a la ciudad.

## Geografía
Ithaca está situada en un valle, a orillas del lago Cayuga, a 400 km (250 millas) al noroeste del estado de Nueva York.
Según la Oficina del Censo, la ciudad tiene un área total de 15,7 km², de la cual 14,1 km² es tierra y 1,6 km² es agua.
Tiene la vecindad de las ciudades de:
- Danby, al sur.
- Dryden, al este.
- Enfield, al oeste.
- Lansing, al noreste.
- Newfield, al suroeste.
- Ulysses, al noroeste.

## Clima
El clima es continental extremo, y sus temperaturas pueden variar de los -30 °C en invierno a los +30 °C en verano.
| Parámetros climáticos promedio de Ithaca, Nueva York, Estados Unidos (1893-2012) | Parámetros climáticos promedio de Ithaca, Nueva York, Estados Unidos (1893-2012) | Parámetros climáticos promedio de Ithaca, Nueva York, Estados Unidos (1893-2012) | Parámetros climáticos promedio de Ithaca, Nueva York, Estados Unidos (1893-2012) | Parámetros climáticos promedio de Ithaca, Nueva York, Estados Unidos (1893-2012) | Parámetros climáticos promedio de Ithaca, Nueva York, Estados Unidos (1893-2012) | Parámetros climáticos promedio de Ithaca, Nueva York, Estados Unidos (1893-2012) | Parámetros climáticos promedio de Ithaca, Nueva York, Estados Unidos (1893-2012) | Parámetros climáticos promedio de Ithaca, Nueva York, Estados Unidos (1893-2012) | Parámetros climáticos promedio de Ithaca, Nueva York, Estados Unidos (1893-2012) | Parámetros climáticos promedio de Ithaca, Nueva York, Estados Unidos (1893-2012) | Parámetros climáticos promedio de Ithaca, Nueva York, Estados Unidos (1893-2012) | Parámetros climáticos promedio de Ithaca, Nueva York, Estados Unidos (1893-2012) | Parámetros climáticos promedio de Ithaca, Nueva York, Estados Unidos (1893-2012) |
| Mes                                                                              | Ene.                                                                             | Feb.                                                                             | Mar.                                                                             | Abr.                                                                             | May.                                                                             | Jun.                                                                             | Jul.                                                                             | Ago.                                                                             | Sep.                                                                             | Oct.                                                                             | Nov.                                                                             | Dic.                                                                             | Anual                                                                            |
| -------------------------------------------------------------------------------- | -------------------------------------------------------------------------------- | -------------------------------------------------------------------------------- | -------------------------------------------------------------------------------- | -------------------------------------------------------------------------------- | -------------------------------------------------------------------------------- | -------------------------------------------------------------------------------- | -------------------------------------------------------------------------------- | -------------------------------------------------------------------------------- | -------------------------------------------------------------------------------- | -------------------------------------------------------------------------------- | -------------------------------------------------------------------------------- | -------------------------------------------------------------------------------- | -------------------------------------------------------------------------------- |
| Temp. máx. abs. (°C)                                                             | 21                                                                               | 19                                                                               | 29                                                                               | 33                                                                               | 36                                                                               | 39                                                                               | 39                                                                               | 38                                                                               | 38                                                                               | 33                                                                               | 27                                                                               | 21                                                                               | 39                                                                               |
| Temp. máx. media (°C)                                                            | −0.2                                                                             | 0.3                                                                              | 5.4                                                                              | 12.7                                                                             | 19.5                                                                             | 24.6                                                                             | 27.2                                                                             | 26.1                                                                             | 22.1                                                                             | 15.6                                                                             | 8.4                                                                              | 1.8                                                                              | 13.6                                                                             |
| Temp. mín. media (°C)                                                            | −9.1                                                                             | −9.3                                                                             | −4.4                                                                             | 1.5                                                                              | 7.0                                                                              | 12.1                                                                             | 14.7                                                                             | 13.7                                                                             | 10.1                                                                             | 4.4                                                                              | −0.1                                                                             | −6.1                                                                             | 2.9                                                                              |
| Temp. mín. abs. (°C)                                                             | −32                                                                              | −32                                                                              | −27                                                                              | −12                                                                              | −6                                                                               | −1                                                                               | 3                                                                                | 0                                                                                | −4                                                                               | −9                                                                               | −20                                                                              | −30                                                                              | −32                                                                              |
| Precipitación total (mm)                                                         | 51.1                                                                             | 49.3                                                                             | 66.5                                                                             | 73.4                                                                             | 84.6                                                                             | 92.5                                                                             | 91.7                                                                             | 88.9                                                                             | 86.6                                                                             | 79.2                                                                             | 67.3                                                                             | 61.2                                                                             | 892.6                                                                            |
| Nevadas (cm)                                                                     | 39.4                                                                             | 36.8                                                                             | 30.2                                                                             | 9.9                                                                              | 0.3                                                                              | 0.0                                                                              | 0.0                                                                              | 0.0                                                                              | 0.0                                                                              | 1.0                                                                              | 12.4                                                                             | 33.5                                                                             | 163.3                                                                            |
| Días de precipitaciones (≥ 0.254 mm)                                             | 15                                                                               | 13                                                                               | 14                                                                               | 14                                                                               | 14                                                                               | 12                                                                               | 12                                                                               | 11                                                                               | 11                                                                               | 12                                                                               | 13                                                                               | 15                                                                               | 156                                                                              |
| Fuente: Western Regional Climate Center                                          |                                                                                  |                                                                                  |                                                                                  |                                                                                  |                                                                                  |                                                                                  |                                                                                  |                                                                                  |                                                                                  |                                                                                  |                                                                                  |                                                                                  |                                                                                  |

## Demografía
Ithaca tenía una población de 28.775 habitantes en el censo del 2000.
Según el censo del año 2000, los ingresos medios por hogar en la localidad eran de $21.441 y los ingresos medios por familia eran $42.304. Los hombres tenían unos ingresos medios de $29.562 frente a los $27.828 para las mujeres. La renta per cápita para la localidad era de $13.408. Alrededor del 4.2% de las familias y del 13.2% de la población estaban por debajo del umbral de pobreza.

## Enseñanza superior

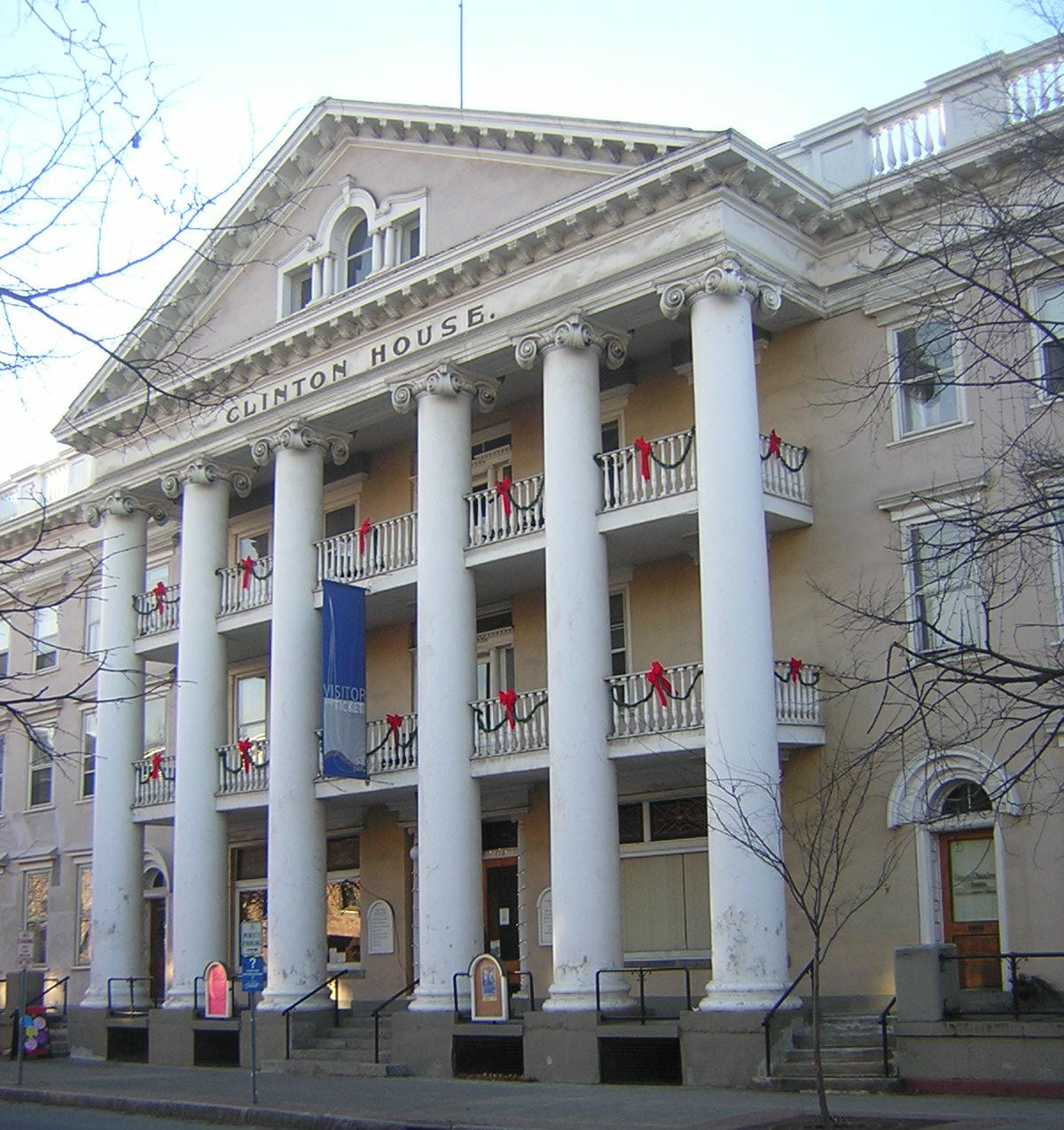
Clinton House, Ithaca.

Ithaca es la sede de dos establecimientos de enseñanza superior: 
- La Universidad Cornell, situada sobre East Hill ("colina del Este") y miembro de la Liga de la hiedra
- El Ithaca College, situado sobre South Hill ("colina del Sur")."

## Instituciones culturales
- Teatro
- Orquesta
- Museo de ciencias
- Museo de paleontología

### El Gran Ithaca
El término de "Greater Ithaca" comprende tanto a la ciudad de Ithaca como a varias localidades más pequeñas y barrios dentro de la ciudad:

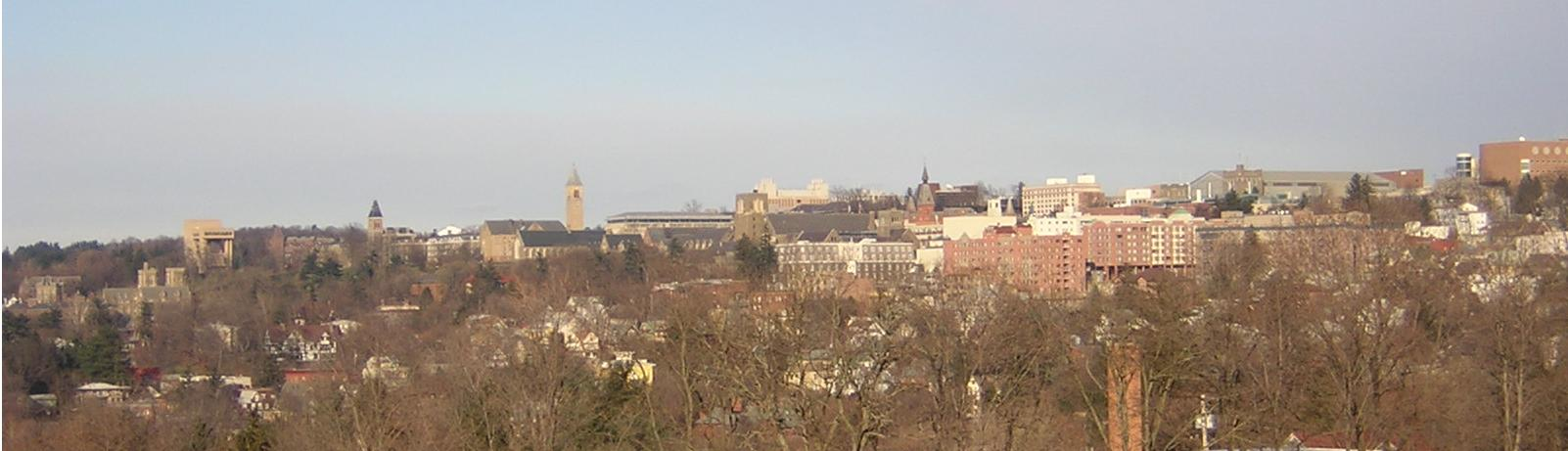
La zona de "East Hill" de la ciudad: El campus de Cornell University campus y Collegetown.

Municipalidades
- Villa de Lansing
- Villa de Cayuga Heights
- Aldea de Forest Home
- Aldea de South Hill

Lugares designados por el censo
- East Ithaca
- Northeast Ithaca
- Northwest Ithaca

## Puntos de interés
- Universidad Cornell

- Plantaciones Cornell
- Cornell Dairy Bar
- Llenroc House
- F.R. Newman Arboretum

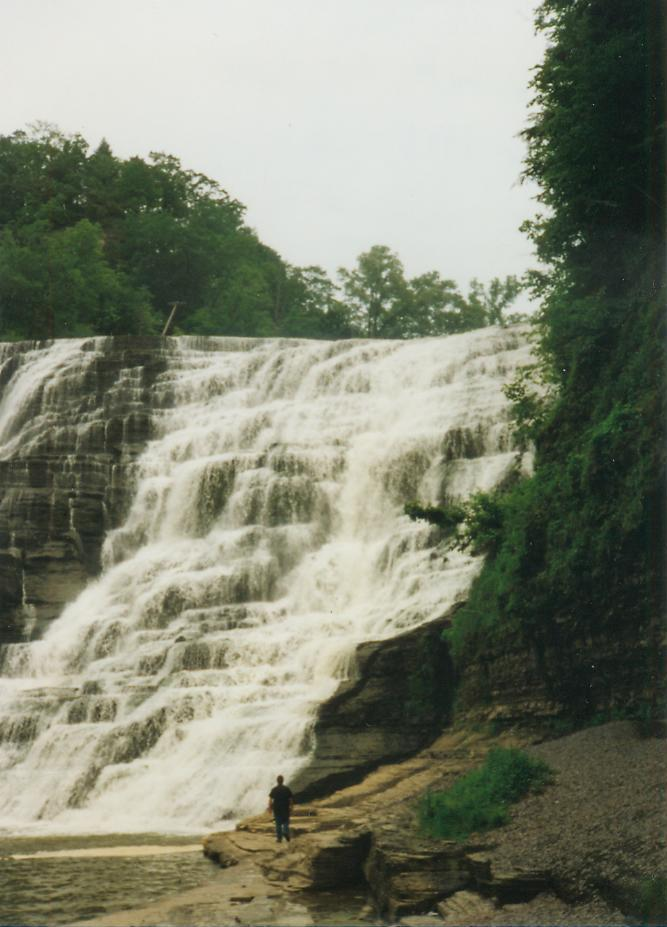
Cascada de Ithaca Falls

- Cornell Laboratory of Ornithology

- Ithaca College
- Ithaca Commons
- Sciencenter
- Paleontological Research Institution's Museum of the Earth
- Stewart Park
- Buttermilk Falls State Park
- Robert H. Treman State Park
- Finger Lakes Trail

## Libros en los cuales la trama se sitúa (al menos parcialmente) en Ithaca
- Lolita por Vladimir Nabokov (schoolgirl dialog captured on Ithaca city buses)
- War Between the Tates por Alison Lurie ('Corinth University', a thinly-disguised portrait of Cornell)
- Been Down So Long It Looks Like Up to Me by Richard Fariña ('Mentor University', same as above)
- The Widening Stain por Morris Bishop
- The Names of the Dead por Stewart O'Nan
- Enchantment por Orson Scott Card (partially set in Ithaca and fictional nearby towns)
- Various Kurt Vonnegut books have Ithaca references, most notably Player Piano
- Fool on the Hill por Matt Ruff
- The Emigrants by W.G. Sebald
- The Alex Bernier Mysteries by Beth Saulnier takes place in a fictionalized Ithaca known as Gabriel
- We Were the Mulvaneys by Joyce Carol Oates
- Triphammer by Dan McCall
- Mailman by J. Robert Lennon takes place in a fictionalized Ithaca known as Nestor
- Z For Zachariah by Robert C. O'Brien
- La Saskiada por Brian Hall

## Películas rodadas (al menos parcialmente) en Ithaca
- Green Lights (2002) — dir. Robert H. Lieberman
- The Manhattan Project — dir. Marshall Brickman
- Road Trip (2000) — dir. Todd Phillips
- The Sure Thing (1985) — dir. Rob Reiner
- Waiting on Alphie (2005) — dir. Kevin Hicks

## Residentes ilustres
- Alex Haley, autor de Roots: The Saga of an American Family y la Autobiografía de Malcolm X.
- Carl Sagan, astrónomo, profesor de la Universidad Cornell, divulgador científico, autor y presentador de Cosmos y cabeza del proyecto Voyager.
- David Foster Wallace, escritor postmodernista, autor de La broma infinita.
- Dustin Brown, jugador de hockey sobre hielo de Los Angeles Kings.
- Elwyn Brooks White, novelista, autor de Charlotte's Web y coautor de The Elements of Style.
- Hans Bethe, físico, ganador de un Premio Nobel, Profesor de la Universidad Cornell, cabeza de la división de física teorética del Proyecto Manhattan.
- Mary McDonnell, actriz reconocida por Dances with Wolves, Independence Day y Battlestar Galactica.
- Paul Wolfowitz, académico, Subsecretario de Defensa (2001-2005), expresidente del Banco Mundial (2005-2007).
- Rod Serling, profesor, guionista, creador y presentador de The Twilight Zone.
- Roy H. Park, ejecutivo de medios, fundador de Park Communications y de Park Foundation.
- Sam Harris, vocalista de la banda X Ambassadors.
- Steve Squyres, astrónomo, profesor de la Universidad Cornell, investigador principal de la Misión Rover de Exploración de Marte.
- Vladimir Nabokov, profesor de la Universidad Cornell, novelista reconocido por su novela Lolita.